# Entoloma melanochroum
Entoloma melanochroum är en svampart som beskrevs av Noordel. 1987. Entoloma melanochroum ingår i släktet Entoloma och familjen Entolomataceae.  Arten är reproducerande i Sverige. Inga underarter finns listade i Catalogue of Life.